# Жиглинский, Франц
Франц Жигли́нский (пол. Franciszek Żygliński, 1816—1849) — краковский поэт и художник.
Всю жизнь провёл в борьбе с бедностью и другими лишениями. Его стихотворения, изданные в 1844 и 1852 гг. («Dumki» и «Fantazye»), проникнуты глубокой меланхолией, отличаются прекрасным языком, но однообразны и не глубоки по содержанию.